# Спенс, Уильям
Уильям Спенс (англ. William Spence; ок. 1783 — 6 января 1860) — британский экономист и энтомолог.

## Биография
Был старшим из четырёх детей фермера Роберта Спенса. О ранней биографии Уильяма известно немногое. В возрасте десяти лет он учился ботанике у своего опекуна-священника, а позже был связан с компанией торговцев с Россией и судовладельцев Carhill, Greenwood & Co. Женился на Элизабет Бланделл 30 июня 1804. Очень скоро вместе с её братом Генри основал успешную компанию Blundell Spence, занимавшуюся нефтью и красками. Стал отцом художника и торговца предметами искусства Уильяма Бланделла Спенса (англ. William Blundell Spence).
В 22 года заинтересовался энтомологией и сразу вступил в переписку с ведущим энтомологом Уильямом Кёрби. Вместе они создали труд Introduction to Entomology («Введение в энтомологию»), опубликованный в четырёх томах с 1815 по 1826, первую популярную книгу по энтомологии на английском языке. Спенс также опубликовал еще примерно 20 заметок по энтомологии.
В 1822 он также опубликовал работу по экономике Tracts on Political Economy Viz. 1. Britain Independent of Commerce; 2. Agriculture the Source of Wealth; 3. The Objections Against the Corn Bill Refuted; 4. Speech on the East India Trade. With Prefatory Remarks on the Causes and Cure of Our Present Distresses as Originating from Neglect of Principles Laid Down in These Works (London: Hurst, Rees, Orme and Brown, 1822).
В 1833 году стал одним из основателей Королевского энтомологического общества Лондона, а в 1847 его президентом.
В апреле 1834 избран членом Лондонского королевского общества.
Был первым редактором газеты Hull Rockingham.